# Hyalobathra archeleuca
Hyalobathra archeleuca là một loài bướm đêm trong họ Crambidae.